# Cologno Centro (métro de Milan)
Cologno Centro est une station de la ligne 2 du métro de Milan, située sur la commune de Cologno Monzese.